# Serra de les Àries
La Serra de les Àries és una serra de 256 metres que es troba al municipi d'Alfés, a la comarca catalana del Segrià.